# Mac Raboy
Emmanuel Raboy, dit Mac Raboy (né le 17 avril 1914 à New York et mort le 12 décembre 1967) est un auteur de bande dessinée américain de l'« âge d'or des comics » principalement connu pour son travail sur Captain Marvel Jr. (1942-1944) et ses pages dominicales de Flash Gordon (1948-1967).

## Prix et récompenses
- 1999 : Temple de la renommée Will Eisner (choix du jury)